# Teófilo Otoni
Teófilo Otoni ist eine Stadt im brasilianischen Bundesstaat Minas Gerais. Sie hatte im Jahr 2010 etwa 135.000 Einwohner.
Die Stadt ist seit 1960 Sitz des römisch-katholischen Bistums Teófilo Otoni.

## Söhne und Töchter der Stadt
- Celso Ferreira da Cunha (1917–1989), Romanist, Lusitanist, Mediävist und Grammatiker
- Fred (* 1983), Fußballspieler
- Laso Schaller (* 1988), brasilianisch-schweizerischer Extremsportler